# Bernd Luz
Pour les articles homonymes, voir Luz.
Bernd Luz (né le 20 mai 1966 à Rottweil) est un artiste peintre et designer allemand. Son travail, souvent motivé par des commandes, se compose d’œuvres tantôt abstraites, tantôt figuratives.

## Biographie
Luz commence jeune à présenter ses créations au public. En 1986, il obtient le premier prix au Suisse Youth Film Festival (Schweizer Jugendfilmtage).
Il étudie d'abord le design photographique pendant un an dans une école d'art privée à Ravensbourg, avant d'effectuer un apprentissage comme mécanicien industriel. Il étudie ensuite le design à l'université de Sciences appliquées de Constance (en), obtenant son diplôme de designer en 1993. Il fonde alors le studio de design revoLUZion, à Neuhausen ob Eck, en Allemagne. Il ouvre un deuxième en 2003 à Zurich, et un autre à Schaffhouse, en Suisse.
Plusieurs de ses œuvres figurent dans des livres de design internationaux[Quoi ?]. Depuis 2013, il se concentre sur ce qu'il appelle l'« Abstract Pop », un style artistique figuratif s'inspirant de l'art abstrait et du pop art.
En 2021, Luz a été nommée au conseil consultatif du New York Auto Museum.

## Travail

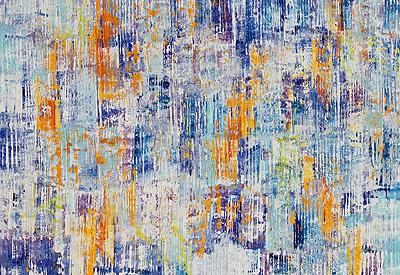
Travail abstrait à la peinture acrylique sur toile.

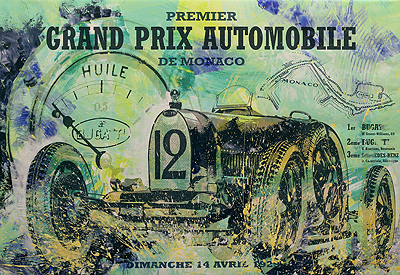
Travail dans le style Abstract Pop dans le mix média sur toile.

Bernd Luz est un artiste spécialisé dans l’abstrait, mais surtout dans le PopArt.
Les œuvres de Luz sont pour la plupart des œuvres mixtes, dont la technique emprunte au collage la façon d'isoler et de réarranger les éléments.
Bernd Luz produit beaucoup d’œuvres en relation avec l'industrie automobile. Elles sont fréquemment exposées dans des musées de l'automobile.

## Liste des plus importantes expositions

### Expositions temporaires
- 2 octobre 2014 : ambassade d'Allemagne à Astana, Kazakhstan
- du 25 juin au 9 juillet 2014 : à Sanat, Galerie d'Astana, Kazakhstan[6]
- Juin, juillet et octobre 2013 : Musée National de la république du Kazakhstan et le consulat général d'Allemagne, Almaty, Kazakhstan
- 28 mars 2014 : vente aux enchères au profit du centre pour les maladies rares à l'hôpital de l'université de Tübingen, Allemagne
- du 29 mars au 13 août 2017 : Bernd Luz - les légendes du Mans, musée automobile de Volkswagen à Wolfsburg, en Allemagne[7]
- d'avril à mai 2015 : exposition en salle des Wiener Sängerknaben (petits chanteurs de Vienne) à Vienne
- d'avril à novembre 2015 : exposition au MAC – Museum Art & Cars (de) à Singen, parallèle aux Warhol Cars
- de septembre à octobre 2015 : musée d'arrêt au stand à Tübingen
- de février à mars 2016 : musée haute vallée du Danube, château avant, à Mühlheim an der Donaü
- de mai à septembre 2018 : légendes de la Coupe du monde de football, à Saint-Pétersbourg, Russie
- juin 2018 : artistes européens au Palais Catherine (la chambre l'ambre), à Saint-Pétersbourg, Russie
- août 2018 : musée Ferrari à Maranello, les légendes de Ferrari, Italie
- de juillet à septembre 2019: Bugatti Icones - 110 ans de passion - exposition popart & histoire Bernd Luz, a La Metzig, Molsheim (France)[4]

### Expositions permanentes
- Depuis décembre 2014 : Motorworld région Stuttgart, Böblingen [8]
- Depuis 2014 : exposition au Nürburgring, en Allemagne
- Depuis avril 2014 : exposition, collection de voitures Steim, de la Forêt-Noire, Allemagne
- Depuis 2017 : musée allemand du deux-roues et du NSU à Neckarsulm
- Depuis juin 2011 : exposition à la cité du musée national de l'automobile à Mulhouse, France
- Depuis 2018 : hommage à Michael Schumacher, Motorwelt à Cologne
- Depuis 2018 : circuit du Hockenheim, Motodrom, Allemagne
- Depuis 2018 : musée Mille Miglia à Brescia, Italie